# Naevochromis chrysogaster
Рід Naevochromis складається з єдиного виду риб родини цихлові  — Naevochromis chrysogaster (Trewavas 1935) . Мешкає в озері Ньяса.